# Klavdija Aleksandrovna Barchatova
Klavdija Aleksandrovna Barchatova (in russo Кла́вдия Алекса́ндровна Ба́рхатова?), traslitterato anche come Klavdiâ Aleksandrovna Barkhatova e spesso citata nelle pubblicazioni scientifiche come K.A. Barkhatova; Nižnij Tagil, 7 novembre 1917 – 19 gennaio 1990) è stata un'astronoma sovietica.
È nota in particolare per i suoi studi nel campo dell'astronomia stellare e per il suo ruolo nella costruzione dell'osservatorio astronomico di Kourovka, di cui fu prima direttrice.

## Biografia
Klavdija Aleksandrovna Barchatova nacque il 7 novembre 1917 a Nižnij Tagil, nella famiglia di un rivoluzionario bolscevico. Durante il periodo della collettivizzazione suo padre venne mandato nella cittadina di Nižnjaja Salda, dove Klavdija trascorse l'infanzia e la giovinezza.
Al termine del liceo si iscrisse all'Università di stato degli Urali A. M. Gor'kij di Ekaterinburg, dalla quale si laureò alla Facoltà di fisica e matematica nel 1941. Dopo la laurea iniziò a lavorare nella stessa università, inizialmente come assistente ed in seguito come professore a contratto (a partire dal 1948) e come professore (a partire dal 1968). Mentre lavorava proseguì i suoi studi di specializzazione, discutendo una prima tesi di dottorato nel 1949 e conseguendo in seguito un secondo dottorato alla Università statale di Mosca.
Tra il 1951 e il 1953 fu preside della Facoltà di fisica e matematica dell'Università di stato, e tra il 1960 e il 1986 diresse il Dipartimento di astronomia e geodesia, che era stato ricreato su sua iniziativa dopo che il lancio dei primi satelliti Sputnik alla fine degli anni 1950 aveva aumentato l'interesse del paese verso l'astronomia.
Nei primi anni 1960 si operò affinché fosse realizzato un nuovo osservatorio astronomico presso il villaggio di Kourovka, e quando la struttura fu completata nel 1965 ne divenne la prima direttrice. L'osservatorio è chiamato K.A. Barchatova in suo onore.
Durante la sua carriera, dedicata in particolare all'astronomia stellare e allo studio degli ammassi aperti, ha scritto oltre 150 articoli scientifici e pubblicato un atlante dei diagrammi colore-magnitudine degli ammassi aperti.
Dal 1951 è stata membro dell'Unione Astronomica Internazionale. Per il suo lavoro è stata insignita dell'Ordine del distintivo d'onore e della medaglia per distinzione nel lavoro.
L'asteroide della fascia principale 5781 Barkhatova, scoperto da due suoi allievi il 24 settembre 1990, è dedicato a lei.